# Futebol Clube Marau
O Futebol Clube Marau é um clube brasileiro de futebol, sediado no município de Marau, no Rio Grande do Sul. Foi fundado em 21 de junho de 2013 e registrado em 3 de julho.
Seu estádio, Carlos Renato Bebber, tem capacidade de 2 000 espectadores. As cores do clube são verde, vermelho e branco.

## História
Em seu primeiro ano disputando a Segunda Divisão do Campeonato Gaúcho de 2013, fez uma bela campanha, sendo eliminado nas semifinais do primeiro turno para o Tupi e na final do segundo turno para a Associação Nova Prata. Na disputa da terceira vaga, conta a equipe do Sapucaiense o clube venceu o jogo de ida por dois a zero fora de casa e empatou em um a um o jogo de volta em casa, conquistando a vaga para a Divisão de Acesso de 2014.
Em 2014 o FC Marau é rebaixado para a Segunda Divisão e é eliminado nas quartas de final na Copa RS para o Internacional e na primeira fase na Copa Serrana. No ano seguinte, o Marau sagrou-se campeão da Segunda Divisão do Campeonato Gaúcho, ao derrotar nos dois jogos o Guarany de Bagé, sendo promovido para Divisão de Acesso.
No ano de 2016, com problemas financeiros e na liberação do estádio, o clube cogita a desistência divisão de acesso, mas opta por disputá-la, sendo novamente rebaixado. Com essas dificuldades o clube se licencia por três anos, retornando em 2020, mas com o cancelamento do torneio devido a COVID-19 seu retorno efetivo se deu apenas em 2021.
Nas disputas de 2021 e 2022 da Série B, o clube termina em último lugar em ambas, sem conquistar nenhuma vitória.

## Títulos
| ESTADUAIS | ESTADUAIS                              | ESTADUAIS | ESTADUAIS  |
|           | Competição                             | Títulos   | Temporadas |
| --------- | -------------------------------------- | --------- | ---------- |
|           | Campeonato Gaúcho de Futebol - Série B | 1         | 2015       |

### Campanhas de Destaque
- Campeonato Gaúcho de Futebol - Segunda Divisão - 3º lugar (2013)

## Temporadas
Campeão.
     Vice-campeão.
     Rebaixado
     Promovido
| Futebol Clube Marau |                   |                   |                   |                   |                   |                   |                   |                   |             |
| Ano                 | Campeonato Gaúcho | Campeonato Gaúcho | Campeonato Gaúcho | Campeonato Gaúcho | Campeonato Gaúcho | Campeonato Gaúcho | Campeonato Gaúcho | Campeonato Gaúcho | Copa FGF    |
| —                   | Div.              | Pos.              | J                 | V                 | E                 | D                 | GP                | GC                | Fase máxima |
| 2013                | B                 | 3º                | 21                | 10                | 8                 | 3                 | 37                | 19                | —           |
| 2014                | A2                | 14º               | 19                | 5                 | 4                 | 6                 | 24                | 21                | QF          |
| 2015                | B                 | 1°                | 18                | 10                | 5                 | 3                 | 27                | 9                 | 1F          |
| 2016                | A2                | 16º               | 14                | 1                 | 4                 | 9                 | 9                 | 25                | –           |
| 2020                | B                 | –                 | Cancelado         | Cancelado         | Cancelado         | Cancelado         | Cancelado         | Cancelado         | 1F          |
| 2021                | B                 | 14º               | 8                 | 0                 | 2                 | 6                 | 6                 | 16                | –           |
| 2022                | B                 | 16º               | 6                 | 0                 | 0                 | 6                 | 2                 | 18                | Ad          |